# Oligembia brevicauda
Oligembia brevicauda är en insektsart som beskrevs av Ross 1940. Oligembia brevicauda ingår i släktet Oligembia och familjen Teratembiidae. Inga underarter finns listade i Catalogue of Life.